# Eugene Esmonde
Eugene Kingsmill Esmonde(Thurgoland , Yorkshire, Inglaterra; 1 de marzo de 1909 - Canal inglés; 12 de febrero de 1942)  fue un  aviador naval de la Real Marina Británica que sirvió durante la Segunda Guerra Mundial y que se destacó en la Batalla del Atlántico en operaciones contra unidades pesadas de la Kriegsmarine.

## Biografía
Eugene Esmonde nació como ciudadano británico en 1909 en Thurgoland , condado de Yorkshire en el seno de una  familia  cuyos antepasados paternales directos eran  barones irlandeses católicos provenientes de Drominagh, Tipperary.  
A la edad de 6 años su padre, el doctor en medicina  John Joseph Esmonde  falleció.  
Eugene Esmonde se educó en colegios irlandeses y se crio como un irlandés.
Esmonde ingresó a la Royal Air Force en 1928 y en 1933  se graduó como  piloto naval con  el grado de teniente.
Se retiró de la Fleet Air Armee para servir como piloto civil en el grado de primer oficial en la Imperial Airways que utilizaba hidroaviones de gran envergadura para el pasaje y correo en el Oriente medio durante 5 años. En 1935 sobrevivió a un grave accidente de aviación en Irrawaddy.
En enero de 1939, ante los acontecimientos geopolíticos en que Inglaterra se vería muy pronto amenazada por la Alemania nazi, Esmonde solicitó el reingreso a la Fleet Air Armee de la Real Marina Británica siendo admitido como teniente comandante.

## Segunda Guerra Mundial
Después de un corto entrenamiento de unos 6 meses para familiarizarse con el biplano torpedero Fairey Swordfish le fue asignado el mando de la escuadrilla n.º 825 embarcada en el portaviones HMS Courageus el cual resultó hundido por ataque submarino apenas  17 días de empezada la Segunda Guerra Mundial, su grupo aéreo logró despegar antes del hundimiento.  Su grupo aéreo fue trasladado más tarde al HMS Victorious y Esmonde recibió el grado de Capitán de corbeta.

### Caza del Bismarck
El 24 de mayo de 1941, inmediatamente después de los desfavorables resultados de la Batalla del Estrecho de Dinamarca para Inglaterra, el HMS Victorious fue comisionado  para dar caza al acorazado Bismarck, el cual había sido ubicado por un hidroavión Consolidated Catalina pasado del mediodía del 24 de mayo.  
En la anochecida a eso de las 22 horas, Esmonde y su grupo aéreo compuesto por 9 Fairey Swordfish despegaron en dirección del acorazado alemán el cual estaba a 190 km y siendo señalado por radar por el HMS Norfolk.  Lograron ubicar al acorazado alemán bajo difíciles condiciones climáticas y fueron recibidos con una furiosa pero inefectiva artillería antiaérea.
De los 9 torpedos lanzados, uno de ellos dio en el centro del buque con la única consecuencia de matar a un tripulante en el interior del buque de  un violento golpe en la cabeza cuando el acorazado fue conmocionado por el impacto lateral del torpedo. 
Todos los aviones de Esmonde pudieron regresar al portaviones salvos sin lograr dañar seriamente al Bismarck.  Dos días más tarde, serían los Fairey Swordfish del HMS Ark Royal quienes lograrían baldar al acorazado alemán sentenciándolo.
Por esta acción del 24 de mayo,  Esmonde y su grupo aéreo fueron condecorados con la Orden de Servicio Distinguido.
Su grupo aéreo fue destinado a principios de noviembre de 1941 al HMS Ark Royal pero perdió una parte de sus aparatos cuando el portaviones fue torpedeado, escorado y hundido en las afueras de Gilbraltar, el 13 de noviembre de ese año.
El escuadrón 825 fue entonces trasladado a tierra a Lee-on-Solent.

### Operación Cerberus
El 11 de febrero de 1942, el Alto Mando alemán(OKW) por instrucción directa de Hitler, ordenó en una audaz operación la salida de  los cruceros Gneisenau, Scharnhorst y Prinz Eugen con el objeto de romper el bloqueo en el puerto de Brest en la Francia ocupada y navegar a través del Canal inglés en pos del puerto de Wilhelmshaven.  La formación alemana navegaba muy protegida por una sombrilla de cazas y bombarderos de la aviación alemana, y además contaba con expertas tripulaciones a cargo de la artillería antiaérea.
Esmonde y su grupo aéreo fueron trasladados el campo aéreo de Manston en Kent y se les ofreció la misión de carácter voluntario de atacar a los cruceros alemanes cuando estuvieran dentro del rango de acción de sus aviones, Esmonde solicitó voluntarios para la misión que era claramente un suicidio, todos fueron ofrecidos. Se le concedió a Esmonde el elegir el momento de atacar.
A las 12 horas del 12 de febrero de 1942, el grupo de Esmonde compuesto por 6  Fairey Swordfish y 5 Spitfires como caza de escolta fue alertado cuando el enemigo trasponía el Paso de Calais  y 25 minutos después volaban sobre el canal en medio de la niebla para atacar la formación alemana.
El pequeño grupo de biplanos se acercaron a los buques alemanes y fueron atacados por aviones alemanes, los cazas de escolta se trabaron en combate con los cazas defensores de la formación alemana.
Esmonde logró pasar la barrera a través de los cazas alemanes y tomar como objetivo al crucero pesado Scharnhorst, al tomar rango de lanzamiento del torpedo, el avión de Esmonde recibió un tiro directo del crucero alemán siendo desbaratada  una de sus alas,  inmediatamente fue ametrallado por un Focke-Wulf Fw 190 , sin embargo logró lanzar el torpedo antes de virar en llamas  cayendo al mar falleciendo junto a su tripulación.  
Todos los Fairey Swordfish de Esmonde fueron abatidos por la caza o la antiaérea de los cruceros alemanes y solo una tripulación de los torpederos logró ser rescatada.
Eugene Esmonde  y su grupo aéreo fueron póstumamente homenajeados por el Rey Jorge VI con la medalla de Cruz de la Victoria, el 17 de septiembre de 1942.